# Sophie et Virginie
Sophie et Virginie er en fransk animeret tv-serie, der havde premiere i Frankrig i december 1990. Serien blev sendt i to sæsoner med i alt 56 afsnit af cirka 22 minutter. Serien handler om to søskende, der flytter til et børnehjem. Virginie Ledieu og Amélie Morin lægger oprindeligt stemmer til de to hovedpersoner, og den er instrueret af Bernard Deyriès

## Handling
I den første sæson kommer de to søstre til et stort børnehjem, hvor Mme Lasard er overhovedet. Virginie bliver ven med Mère, som forinden blev mobbet af to andre piger. Sophie har et noget voldsommere temperament, men får også nogle venner. Deres hund Tutter flytter med, men de to piger får ikke lov til at være meget sammen med ham.
I den anden sæson er Virginie ude på en ekspedition til Afrika. Her støder hun blandt andre på den onde dr. Frank, som var en af fjenderne fra den tidligere sæson.